# 善応院
善応院（ぜんおういん、? - 慶長9年6月29日（1604年7月25日））は、安土桃山時代から江戸時代初期にかけての女性。父は荒尾善次。母は荒尾空善の娘。実名は不明。兄弟に荒尾善久、荒尾成房、荒尾隆重。成房と隆重はのちに善応院の次男である池田輝政に仕えた。

## 生涯
いつごろかは不明であるが、織田信長の異母兄弟である織田信時の室となる。このとき七条（飯尾敏成正室、のちの下間頼龍正室）をもうけた。
その後、信時が自害した際に信長の命により池田恒興と再婚し、恒興の正室となった。
恒興との間に少なくとも、池田元助、池田輝政、池田長吉、池田長政の4人の男子をもうけている。
元亀3年（1572年）、弟の荒尾善久が三方ヶ原の戦いで戦死した。
それより以前、善応院は子供がいない善久のため、息子の池田輝政を養子とする約束をしていたが、荒尾家の一族や家老の反発に合ったため、夫の池田恒興が信長の許可を得てから反対する荒尾家中の元に家臣と共に赴き、謀殺したという。
実際に天正元年（1573年）9月7日、当年10歳の古新丸（輝政）は主君の信長から木田小太郎の跡職を安堵されている。
小牧・長久手の戦いで夫の恒興が戦死した際、姑である養徳院に羽柴秀吉から恒興父子の討ち死にを悼む書状が送られたが、そこでは「御女房衆（善応院）に力をつけるように」と養徳院に善応院を励ますように頼んでいる。
慶長9年（1604年）6月29日、養徳院に先立って死去した。
慶長14年（1609年）12月12日に送られた池田輝政と妻・督姫を呪詛する文書では、「"三左衛門殿（輝政）母"に狐が取り憑き、（祟り殺した後）三左衛門に取り憑いた」と、善応院の死没に絡めて遠まわしに輝政夫妻を脅迫する内容となっている。